# Tomás O'Connor
Tomás O'Connor (Rosario, 25 marzo 2004) è un calciatore argentino, centrocampista del Rosario Central.

## Biografia
Ha origini irlandesi.

## Carriera
O'Connor è cresciuto nel settore giovanile del Rosario Central, con cui ha firmato il primo contratto professionistico il 12 novembre 2022. Ha debuttato in prima squadra il 7 maggio 2023 nell'incontro di Primera División vinto 4-0 contro il Platense, dove ha anche trovato il suo primo gol.

## Statistiche

### Presenze e reti nei club
Statistiche aggiornate al 2 aprile 2024.
| Stagione        | Squadra         | Campionato      | Campionato | Campionato | Coppe nazionali | Coppe nazionali | Coppe nazionali | Coppe continentali | Coppe continentali | Coppe continentali | Altre coppe | Altre coppe | Altre coppe | Totale | Totale | Totale |
| Stagione        | Squadra         | Comp            | Pres       | Reti       | Comp            | Pres            | Reti            | Comp               | Pres               | Reti               | Comp        | Pres        | Reti        | Pres   | Reti   |        |
| --------------- | --------------- | --------------- | ---------- | ---------- | --------------- | --------------- | --------------- | ------------------ | ------------------ | ------------------ | ----------- | ----------- | ----------- | ------ | ------ | ------ |
| 2023            | Rosario Central | PD              | 8          | 1          | CA+CdL          | 2+17            | 0               |                    | -                  | -                  | TdC         | 1           | 0           | 28     | 1      |        |
| 2024            | Rosario Central | PD              | 0          | 0          | CA+CdL          | 1+10            | 0+1             |                    | -                  | -                  |             | -           | -           | 11     | 1      |        |
| Totale carriera | Totale carriera | Totale carriera | 8          | 1          |                 | 30              | 1               |                    | -                  | -                  |             | 1           | 0           | 39     | 2      |        |

## Palmarès

### Club

#### Competizioni nazionali
- Copa de la Liga Profesional: 1

Rosario Central: 2023